# 辽宁轻工职工大学
辽宁轻工职工大学，是指一所原为中华人民共和国教育部批准成立独立设置的成人高等学校，校址位于辽宁省抚顺市东洲区南花园街25号，由抚顺市政府主办。其前身可追溯到始建于1975年的抚顺轻工“七·二一”工人大学，2007年9月被教育部勒令停招，2013年6月被教育部责令撤销，此后又进入在中国内地网络上曝光的虚假大学名单之中，沦为野鸡大学。

## 历史沿革
1975年，抚顺轻工“七·二一”工人大学创建。
1980年，抚顺轻工“七·二一”工人大学更名为抚顺市二轻局职工大学。
1982年，抚顺市二轻局职工大学通过教育部备案。
1985年，抚顺市二轻局职工大学更名抚顺轻工职工大学。
1993年，抚顺轻工职工大学更名为辽宁轻工职工大学。
2007年9月，辽宁轻工职工大学被教育部勒令停招
2013年6月，辽宁轻工职工大学被教育部责令撤销。

## 师资力量
根据其网站宣称学校开设有有工业自动化、机械制造、冲压专、塑料制品、模具专业、财务会计、服装设计、美术、家具设计与制造等专业。校园占地面积80000平方米，校舍建筑面积16500平方米，图书馆藏书9万册，固定资产额1210万元，教学科研仪器设备资产值480万元，在校专科生37人，专任教师数75人，其中副教授9人，讲师46人，助教20人。

## 停招及撤销
随着成人高等教育的不断发展，部分成人高等学校的基本办学条件趋于紧张，管理不严。教育部要求有关学校及其主管部门高度重视，采取切实有效措施，加大投入，努力改善办学条件，加强管理，保证成人高等学历教育办学质量不断提高。辽宁轻工职工大学因办学存在种种问题在2006年至2008年连续三年被教育部“亮红牌”。按照有关规定，被确定为“红”牌的成人高校不得安排招生；被确定为“黄”牌的成人高校应严格控制并调减招生规模。对其中连续3年被亮“红”牌的成人高校，主管部门原则上应报请有关部门撤销其建制。
2007年9月20日，教育部网站公布该年因办学条件达不到国家标准而被亮“红”“黄”牌的成人高等学校名单。其中包括新光动力机械公司职工大学、辽宁省直属机关职工大学、铁岭职工大学、辽宁冶金职工大学、辽宁轻工职工大学、新乐精密机器公司职工大学、抚顺职工大学在内的辽宁省的共7所成人高校该年被禁止招生。
2013年6月，教育部向各有关省、自治区、直辖市人民政府发函，责令撤销包括辽宁轻工职工大学等39所成人高校的建制。并要求有关省、自治区、直辖市妥善处理善后工作，确保学校建制撤销工作的顺利进行。辽宁轻工职工大学随即被撤销。

## 虚假宣传与媒体调查
辽宁轻工职工大学被撤销之后，2013年7月22日，中国内地教育服务网站上大学网制作成《第二批中国虚假大学警示榜》在网上正式发布，指出辽宁轻工职工大学其官网“www.lnqgedu.com”仍可访问并正在日常更新和运转，学校名称与辽宁轻工职业学院相似，存在学校简介抄袭四川科技职工大学的；校园新闻抄袭长沙职业技术学院、长春职业技术学院等高校的违规行为。
2014年7月2日，《华商晨报》记者依照网上的学校名称和所标注的地址南花园街25号来到抚顺市东洲区南花园街实地走访，了解到抚顺市东洲区南花园桥沿路的居民几乎没人知道该校，在街道工作人员的指引下，找到位于一条十分不显眼的小马路边的25号楼，发现学校所标注的地址其实是一座房龄20多年老旧居民楼。附近一位阿姨告诉记者，她听说过这个学校，但地址不在这，而是在距离南花园中路约一千米的一块荒地上，不过该校早在六七年前就已经拆了，“学校的校舍被拆除后，还曾有学生过来询问，不过这两年不像之前那么多了。”
2015年5月19日，经《沈阳晚报》、沈阳网记者多方调查发现，虽然辽宁轻工职工大学已经被撤销一年多，但其相关招生广告和信息仍在网络上有残留。记者尝试登录辽宁轻工职工大学官网，发现其官网已无法正常登录。根据网上所留下的信息显示，辽宁轻工职工大学地址位于抚顺市东洲区南花园街25号。记者通过抚顺朋友调查了解，抚顺市东洲区南花园街确有25号，但只是一栋老旧居民楼，并没有这所学校。随后，记者拨打学校相关电话，结果发现一直没有人接听。记者根据调查，该校还曾在沈阳市皇姑区崇山西路1号开办沈阳分校，主要经营成人教育。记者按对方所留电话核查，发现电话已成空号。该地址已成为另一家教育培训机构办公地。该培训机构工作人员表示，没有听说过辽宁轻工职工大学沈阳分校。同时记者还通过网络查找发现辽宁轻工职工大学还曾开设过中专部，地址位于抚顺市新抚区千金路四道街番外地14-4号。记者根据相关信息与中专部进行联系，始终无法联系上相关负责人。